# تنروکو
تنروکو (به ژاپنی: 天禄 Tenroku)؛ نام یک عصر تاریخی ژاپنی (نِنگُو) بود. این عصر بعد از آننا (دوره) و قبل از تنئن قرار داشت و از مارس ۹۷۰ تا مارس ۹۷۳ میلادی به طول انجامید. در طی این عصر امپراتور ری‌زی و سپس امپراتور آنیو امپراتورژاپن بودند.